# Aurora Villa
Aurora Villa Olmedo (Madrid, España, 1913-Madrid, España; 9 de noviembre de 2002) fue una médica y deportista multidisciplinar  pionera del deporte femenino español. Destacó en la natación y sobre todo, en el atletismo, siendo campeona y plusmarquista de España en varias disciplinas. En 1931 logró la mejor marca mundial en el lanzamiento de martillo. Profesionalmente fue también pionera, siendo considerada la primera mujer oftalmóloga de España.

## Biografía
Nació en el seno de una familia de clase media de arraigada tradición musical. Su padre era Luis Villa González maestro del violenchelo y el abuelo de Aurora fue Ricardo Villa Morana, primer violín del Teatro Real de Madrid a finales del siglo XIX. También su tío, Ricardo Villa González fue un destacado compositor de la época, director de la Orquesta del Teatro Real y posteriormente fundador y director de la Banda Municipal de Madrid. La casa de Aurora era frecuentada por destacados músicos como Joaquín Turina y Pablo Casals compañeros de escuela y amigos de su padre.
Era hija única e intentó seguir los pasos familiares tocando el arpa pero su padre se lo desaconsejó. Pasaba sus vacaciones en San Sebastián ya que Luís Villa tenía que acudir todos los veranos como músico de la banda a tocar durante el periodo estival de los reyes y fue en la playa de la Concha donde comenzó a destacar como atleta.
En 1920 su padre decidió inscribirla en el Instituto-Escuela de Madrid dependiente de la Institución Libre de Enseñanza. Permaneció en el centro como alumna hasta los 18 años y tras licenciarse pasó a ser profesora de la rama de cultura física en la asignatura de Juegos y Deportes. A partir de 1926 empezó a destacar en el deporte. En 1928 junto a su grupo de amigos de deporte montañero entre los que estaban Lucinda y Margot Moles decidieron crear un club que fundaron oficialmente en febrero de 1930, el Club Canoe. Aurora Villa recibió el carnet de socia fundadora del Canoe número 19.

### Trayectoria deportiva
Como la mayoría de las pioneras del deporte femenino en España practicó varias disciplinas, como el esquí, el baloncesto, el piragüismo y la natación, batiendo el récord de España de 50 m libres. En 1930 entabla una relación con el esquiador y nadador César García Gosti quien se convertiría en una persona clave en la vida y la trayectoria deportiva de Aurora de aquellos años. Empezó a guiarla en natación y pronto consiguió despuntar con un perfeccionado estilo técnico.
Su primera aparición oficial en natación fue el 27 de septiembre de 1930 durante los I campeonatos de Castilla. En 50 metros quedó tercera por detrás de Lucinda y Margot Moles. No obstante, sus mayores éxitos los obtuvo con el atletismo. 

#### Inicios del atletismo femenino en España
En 1929 Aurora se apuntó a las primeras pruebas de atletismo femenino en España. El 23 de junio de 1929 en los campos de la sociedad Atlética de Madrid se realizó la primera exhibición de atletismo femenino celebrada en España. Para el evento, organizado por Manuel Robles profesor de deportes del   Instituto-Escuela, se plantearon seis pruebas: 60 metros lisos, el salto de altura, el salto de longitud y lanzamientos de disco, peso y jabalina. Sólo participaron en él cinco jóvenes todas ellas pertenecientes al Instituto-Escuela: Carola Ribed, Margot Moles, Lucinda Moles, Carmen Herrero y la propia Aurora Villa quien fue la gran protagonista de la jornada venciendo en las pruebas de velocidad (8,8") y altura (1,29 metros) además de un segundo puesto en longitud (4,385 metros) iniciando de esta manera su vida atlética multidisciplinar.
Participó en nueve pruebas del primer Campeonato de España de atletismo femenino, celebrado en 1931 en Madrid, venciendo en dos de ellas: salto de altura y lanzamiento de jabalina. Ese mismo año logró la mejor marca mundial en el lanzamiento de martillo, con 18,58 m; registro hoy reconocido por la IAAF, aunque por entonces esta disciplina no gozaba de oficialidad. Un año más tarde, en los campeonatos provinciales, mejoraría el registro con 19,50 m, aunque en ese mismo evento Margot Moles logró lanzar a 22,85 m.
Para poder participar en la segunda edición del Campeonato de España, celebrado en 1932 en Barcelona, fue necesaria la intermediación de su tío Ricardo Villa, director de la Banda Sinfónica Municipal de Madrid, quien obtuvo una ayuda económica del ayuntamiento para financiar el viaje de la delegación castellana a la ciudad condal. Villa participó en las diez pruebas del campeonato nacional de 1932 y venció en tres: 600 m, jabalina y altura; las dos últimas batiendo el récord de España. Su carrera deportiva quedó truncada al no participar las atletas castellanas en las siguientes ediciones del Campeonato de España y, sobre todo, con el estallido de la Guerra Civil en 1936.
Al margen de la práctica deportiva, Villa fue profesora de gimnasia en el Instituto-Escuela de Madrid para poder financiar sus estudios de Medicina, campo en el que también fue una mujer pionera en España. 
Fue también una de las fundadoras del Club Femenino de Deportes, entidad deportiva creada a semejanza del Club Femení i d'Esports de Barcelona.

### Estudios de medicina y guerra civil
En verano de 1933 Aurora Villa es incorporó a la Universidad de Madrid consiguiendo una de las pocas plazas para estudiar medicina. También se involucró en una de las voces que defendían un mayor fomento del deporte femenino en la universidad.
Antes de estallar la guerra terminó dos cursos de la carrera de medicina, compatibilizando sus estudios con clases en el Instituto-escuela y con el inicio de estudios de idiomas: francés, inglés y alemán. Tampoco abandonó el deporte y en la universidad jugó balonmano y baloncesto, deportes que se situaron entre los más practicados entre las mujeres universitarias aunque desde junio de 1931 Villa formaba parte de un equipo estudiantil de baloncesto.
Desde 1934 su presencia en competiciones fue menor y su hueco lo fue llenando Marta González.
Durante la guerra civil Aurora y su familia se quedaron en Madrid. Uno de los momentos más difíciles fue la detención de su padre acusado de monárquico de quien logró su excarcelación. En esa época frecuentó junto a su padre el consulado británico donde trabajaba el compositor Joaquín Turina amigo de  Luis Villa.
En 1939 al terminar la guerra volvió a sus estudios de medicina. En su promoción había sólo cuatro mujeres. Aunque le quedaban tres años terminó sus estudios en dos. Se matriculó en 18 asignaturas logrando siete matrículas de honor. Pertenecía como alumna interna a la Cátedra de Oftalmología y al laboratorio dependientes de los profesores Carreras y Enríquez de Salamanca. En ese periodo también realizó un curso de Parasitología y Paludismo.

### Pionera en oftalmología
En 1942 tras licenciarse en medicina buscó empleo, algo que no le resultó fácil. Tras varias oposiciones logró una plaza en Alcazarquivir, en el protectorado español de Marruecos.
En 1953 especializó en el Instituto de Oftalmología de la Universidad de Londres para formarse en Ortóptica e importó a España nuevos sistemas en el tratamiento de enfermedades como el estrabismo o la visión binocular.

## Palmarés

### Campeonato de España al aire libre
- Salto de altura (2): 1931 y 1932.
- Lanzamiento de jabalina (2): 1931 y 1932.
- 600 m. (1): 1932.